# Phyllophaga hoegei
Phyllophaga hoegei är en skalbaggsart som beskrevs av Bates 1888. Phyllophaga hoegei ingår i släktet Phyllophaga och familjen Melolonthidae. Inga underarter finns listade i Catalogue of Life.